# Paramatachia media
Paramatachia media là một loài nhện trong họ Desidae.
Loài này thuộc chi Paramatachia. Paramatachia media được miêu tả năm 1962 bởi Brian J. Marples.